# Малая (приток Пизьмы)
Малая — река в России, протекает по Осинскому району Пермского края. Устье реки находится в 7,5 км от устья Пизьмы по левому берегу. Длина реки составляет 11 км.
Исток реки находится в лесах в 5 км к юго-западу от посёлка Лесной. Река течёт на северо-запад, протекает деревни Новокопылово и Копылово. Притоки — Первая Малая и Каменка (оба — левые). Впадает в Пизьму у деревни Старое Городище.

## Данные водного реестра
По данным государственного водного реестра России относится к Камскому бассейновому округу, водохозяйственный участок реки — Кама от Камского гидроузла до Воткинского гидроузла, речной подбассейн реки — бассейны притоков Камы до впадения Белой. Речной бассейн реки — Кама.
Код объекта в государственном водном реестре — 10010101012111100015087.